# Hoka
Hoka (estilizado como HOKA), antiguamente Hoka One One, es una compañía especializada en equipamiento deportivo que diseña y comercializa zapatillas de deporte. Fue fundada en 2009 en la ciudad francesa de Annecy y actualmente tiene su sede en Goleta, California.

## Historia
La compañía fue fundada en 2009 por Nicolas Mermoud y Jean-Luc Diard, antiguos empleados de Salomon Group que tratando de diseñar una zapatilla que les permitiera correr más rápido cuesta abajo crearon un modelo con una suela exterior sobredimensionada, lo que permitía tener más amortiguación que otras zapatillas de correr del mercado. El nombre de la marca fue dado en honor a una palabra en idioma maorí que significa "volar sobre la tierra".
Inicialmente, las zapatillas fueron adoptadas por los corredores de ultramaratón debido a su mayor amortiguación y estabilidad inherente; sin embargo, fueron ganando rápidamente popularidad entre otros corredores al ofrecer una gran amortiguación y mínimo peso. Los modelos originales de la marca, los de mayor amortiguación, están ahora acompañados por una gama de zapatillas más ligeras que conservan gran parte de la amortiguación característica de la marca e incluso de zapatillas ligeras de entrenamiento, carrera y con clavos para pista.
El 1 de abril de 2013 la compañía fue adquirida por Deckers Outdoor Corporation, empresa matriz entre otras de UGG o Teva.
En 2023, en un artículo publicado en la prestigiosa revista Men's Health Magazine se indicaba que la creciente popularidad de la marca entre atletas profesionales y amateur es debida a la gran comodidad de sus zapatillas y la apuesta por materiales muy ligeros, indicando además que "juegan en una liga propia" como fabricantes de calzado.